# Zygophylax pacifica
Zygophylax pacifica är en nässeldjursart som beskrevs av Eberhard Stechow 1920. Zygophylax pacifica ingår i släktet Zygophylax och familjen Lafoeidae. Inga underarter finns listade i Catalogue of Life.